# Austere Human Missions to Mars

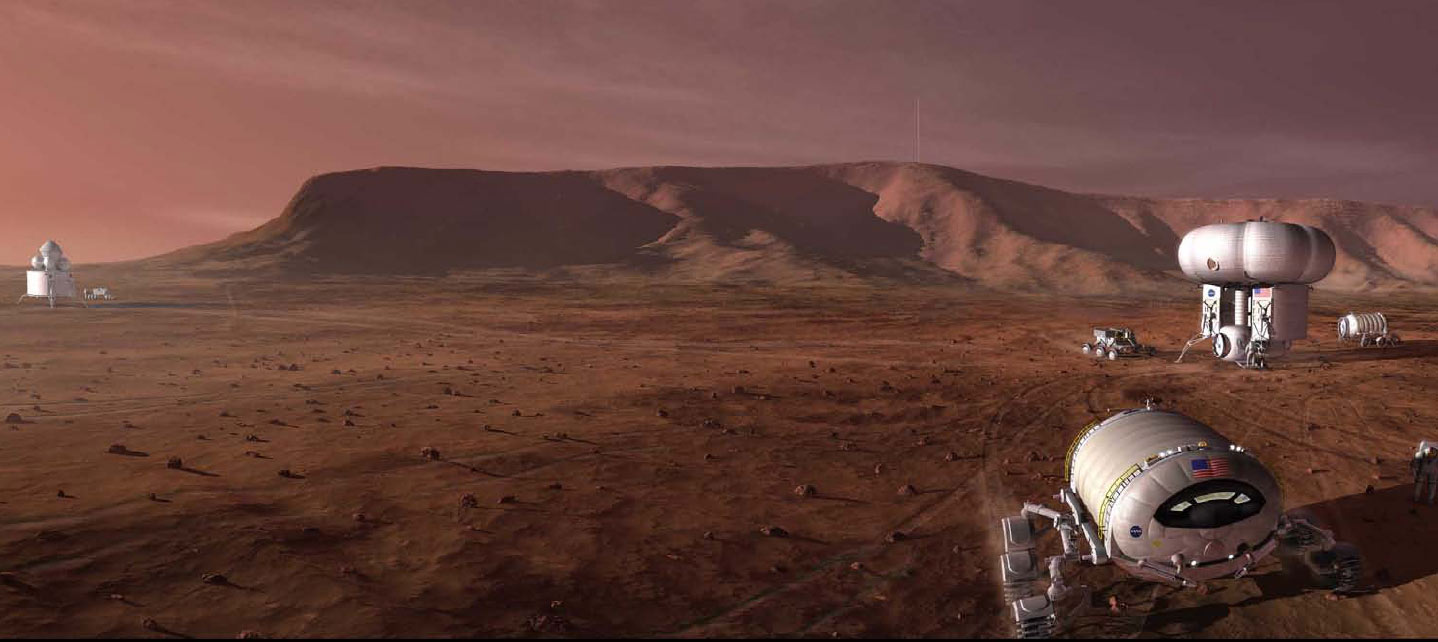
Proyecto de la NASA para una misión tripulada a Marte. En el extremo izquierdo se puede observar un cohete, a la derecha un habitáculo en superficie y un vehículo presurizado tripulado

Austere Human Missions to Mars es un proyecto de la NASA para llevar a cabo una misión tripulada a Marte. Presentada en el año 2009, la propuesta consiste en una versión modificada y más económica del Design Reference Architecture (DRA) 5.0, a realizar en un plazo de 20 años. La misión requería un conjunto de circunstancias, como una larga estancia superficial, carga y despliegue de estructuras, aerocaptura y captura propulsiva, y una parte de la producción de recursos in-situ. A partir de 2015, el concepto aún se ha desarrollado con respecto al Sistema de Lanzamiento Espacial que sustituyó al proyecto Constelación de la NASA en 2011.

## Otras lecturas
- Human Missions to Mars: Comprehensive Collection of NASA Plans, Proposals, Current Thinking and Ongoing Research on Manned Mars Exploration, Robotic Precursors, Science Goals, Design Reference Mission (2012)

- Datos: Q16971129